# 용태영 (기자)
용태영(龍太榮, 1964년 2월~)은 대한민국의 KBS 기자이자, 現 KBS 보도본부 기자이다. 2006년 3월 15일 두바이 주재 특파원으로 근무 당시 현지 출장 촬영 활동 도중에 이슬람 무장 단체에 피랍된 후 무사히 석방되었다.

## 학력
- 서울대 법학 학사

## 경력
| 연도      | 사항                               |
| --------- | ---------------------------------- |
| 1989.12   | KBS 입사                           |
| 1990~2000 | KBS 보도본부 기자                  |
| 2001~2004 | KBS 보도본부 보도제작국 기자       |
| 2004~2006 | KBS 아랍에미리트 두바이 주재특파원 |
| 2008~2012 | KBS 보도본부 보도국 사회1부장      |
| 2018~2020 | KBS 부산방송총국장                 |